# Brookline (Massachusetts)
Brookline ist eine Stadt im Norfolk County des Bundesstaats Massachusetts in den Vereinigten Staaten. Sie grenzt an Newton im Südwesten und an Boston. Das U.S. Census Bureau hat bei der Volkszählung 2020 eine Einwohnerzahl von 63.191 ermittelt.

## Beschreibung
Das heutige Stadtgebiet wurde Anfang des 17. Jahrhunderts erstmals besiedelt. Im Jahr 1705 wurde Brookline zur Stadt erklärt und hat seitdem seine Selbständigkeit von der Großstadt Boston behauptet, die Brookline fast vollständig umschließt.
Brookline ist der Geburtsort der Brüder John und Robert F. Kennedy.

## Söhne und Töchter der Stadt
- Elhanan Winchester (1751–1797), Theologe und bedeutender Vertreter des christlichen Universalismus
- George S. Boutwell (1818–1905), Politiker, Gouverneur von Massachusetts, US-Kongressabgeordneter, US-Finanzminister und US-Senator
- John Lowell Gardner (1837–1898), Geschäftsmann, Kunstsammler und Mäzen
- John Lawson Stoddard (1850–1931), Reiseschriftsteller
- Arthur Gordon Webster (1863–1923), Physiker
- Richard Clark Cabot (1868–1939), Mediziner und Sozialethiker, Namensgeber der Cabot-Ringe
- Joseph A. Conry (1868–1943), Politiker und Vertreter von Massachusetts im US-Repräsentantenhaus
- Julian Coolidge (1873–1954), Mathematiker
- Daniel Gregory Mason (1873–1953), Komponist
- Amy Lowell (1874–1925), Frauenrechtlerin, Literaturwissenschaftlerin und Dichterin
- John Bellamy Taylor (1875–1963), Ingenieur
- Ray Atherton (1883–1960), Architekt und Diplomat
- Lothrop Stoddard (1883–1950), Eugeniker und rassistischer Autor
- C. C. Little (1888–1971), Genetiker und Krebs- und Tabakforscher
- William Chase Greene (1890–1978), Klassischer Philologe
- Francis Ouimet (1893–1967), Amateurgolfer
- Theresa Weld (1893–1978), Eiskunstläuferin
- Robert Cutler (1895–1974), Jurist, Schriftsteller, Wirtschaftsmanager und erster Nationaler Sicherheitsberater der Vereinigten Staaten
- William A. Wellman (1896–1975), Filmregisseur
- Marita Bonner (1898–1971), afroamerikanische Schriftstellerin und Dramatikerin
- Caroline Farrar Ware (1899–1990), Geschichtsprofessorin, Sozialwissenschaftlerin und Verfechterin des New Deal
- Conrad Salinger (1901–1962), Komponist, Arrangeur und Dirigent
- Frances Hamerstrom (1907–1998), Ornithologin und Autorin
- John F. Kennedy (1917–1963), 35. Präsident der Vereinigten Staaten von Amerika
- Robert R. Blake (1918–2004), Psychologe und Wirtschaftswissenschaftler
- Mike Wallace (1918–2012), Journalist, Nachrichtensprecher und Korrespondent
- Kathleen Cavendish (1920–1948), Schwester von John F. Kennedy
- Eunice Kennedy-Shriver (1921–2009), Aktivistin für Behinderte
- George O’Day (1923–1987), Regattasegler
- Patricia Kennedy Lawford (1924–2006), Schwester von John F. Kennedy
- Muriel Cooper (1925–1994), Grafikdesignerin, Forscherin und Kunsterzieherin
- Robert F. Kennedy (1925–1968), jüngerer Bruder von John F. Kennedy, Senatsjurist, Justizminister und Senator
- Jack Kirrane (1928–2016), Eishockeyspieler und Olympiasieger 1960
- Paul Pender (1930–2003), Boxer und Weltmeister im Mittelgewicht
- David Maysles (1931–1987), Kameramann und Regisseur
- Paul Comi (1932–2016), Schauspieler
- Michael Dukakis (* 1933), Politiker, Gouverneur von Massachusetts
- Joseph Batchelder (* 1938), Regattasegler
- Robert K. Kraft (* 1941), Sportfunktionär
- Ray Drummond (* 1946), Jazzbassist
- Richard S. Ellis (1947–2018), Mathematiker
- Barry Gordon (* 1948), Schauspieler
- Robert Beavers (* 1949), avantgardistischer Filmemacher
- Michael Berlyn (1949–2023), Computerspieldesigner und Science-Fiction-Autor
- Eugene Clapp (* 1949), Ruderer und mit dem Achter Olympiazweiter 1972
- Rachel P. Maines (* 1950), Technikhistorikerin
- Jon Krakauer (* 1954), Bergsteiger und Autor
- Eric Menyuk (* 1959), Schauspieler und Anwalt
- Karolyn Kirby (* 1961), Beachvolleyballspielerin
- Conan O’Brien (* 1963), Talkshow-Moderator, Fernsehproduzent und Autor
- Bradley Birkenfeld (* 1965), Bankmanager und Whistleblower
- Adam Posen (* 1966), Ökonom
- Matt Brown (* 1971), Filmregisseur und Drehbuchautor
- John Hodgman (* 1971), Autor und Humorist
- Coby Brown (* 1974), Singer-Songwriter und Filmkomponist
- Theo Stockman (* 1984), Schauspieler, Sänger und DJ

## Brookline in der Popkultur
Filme
- Szenen des Spielfilms Karate Kid IV (1993) wurden in Brookline gedreht.
- Szenen des Spielfilms Das größte Spiel seines Lebens (2005) wurden in The Country Club in Brookline gedreht, während alle Golfszenen in Kanada abgedreht wurden.
- Szenen des Spielfilms American Hustle (2013) wurden in Brookline gedreht.

Literatur
- Louise Andrews Kents The Brookline Trunk, ein historischer Roman, der in und um Brookline spielt; er spiegelt auch die Geschichte Brooklines von 1650 bis 1955 wider.
- Die Kinderbuchreihe Beacon Street Girls von Annie Bryant spielt in der Beacon Street.

Musik
- Jonathan Coultons Song Brookline bezieht sich auf die Stadt.

## Städtepartnerschaften
- Seit 1987 besteht eine Städtepartnerschaft zwischen Brookline und Quezalguaque im Westen Nicaraguas.[2]